# 블랙 히피
블랙 히피는 2009년 미국 캘리포니아에서 결성된 힙합 슈퍼그룹이다. 이 그룹의 구성원으로는 웨스트 코스트 래퍼인 Ab-Soul, Jay Rock, Kendrick Lamar, ScHoolboy Q가 있다.
이 그룹은 멤버 모두가 카슨을 기반으로 한 인디펜던트 레이블인 Top Dawg Entertainment와 계약한 후 결성되었다.

## 같이 보기
- 웨스트코스트 힙합